# Raoul Anglès
Pour les articles homonymes, voir Anglès (homonymie).
Raoul Anglès, né le 21 octobre 1887 à Fontainebleau (Seine-et-Marne) et mort le 9 février 1967 à Neuilly-sur-Seine (Hauts-de-Seine), est un homme politique français.

## Biographie
Fils d'un notable républicain, conseiller général de  Noyers-sur-Jabron, il poursuit des études particulièrement brillantes, étant lauréat à seize ans du Concours général (épreuve de version grecque) lors de sa scolarité au lycée Thiers, puis passant par l'École normale supérieure avant d'être, en 1911, major de l'agrégation de langues vivantes.
Il devient alors journaliste, au sein du quotidien Le Radical, dont il est le rédacteur en chef dès 1912.
Deux ans plus tard, il est élu député radical-socialiste des Basses-Alpes dès le premier tour, dans la circonscription de Sisteron, quelques semaines avant d'entrer au conseil général du département, seul candidat dans le canton de Volonne.
Officier pendant la Première Guerre mondiale, pilote de chasse, il s'illustre suffisamment pour en sortir décoré de la Légion d'honneur.
En 1917, il est à l'origine de la convocation de la Chambre en comité secret qui se conclut par la démission d'Aristide Briand.
Réélu député en 1919, en tête d'une liste de concentration républicaine, il est un parlementaire assez actif, même après son élection à la présidence du conseil général des Basses-Alpes en 1920.
Mais, battu dans son canton lors du renouvellement de 1922, il ne se représente pas aux législatives de 1924.
Il se consacre alors entièrement à son métier de journaliste. Il écrit dans l'entre-deux-guerres pour Paris-Soir, Le Matin, Le Figaro, et après guerre dans des journaux moins prestigieux, comme L'Ordre ou Ce Matin.
Il ne se désintéresse pas complètement de la politique, cependant : en 1940, il est membre du cabinet de Paul Reynaud, avant de participer activement à la Résistance. 
De 1953 à 1959, puis de nouveau entre 1962 et 1965, il est aussi maire de Reillanne, dont il oriente l'activité vers le tourisme.

## Sources
- « Raoul Anglès », dans le Dictionnaire des parlementaires français (1889-1940), sous la direction de Jean Jolly, PUF, 1960 [détail de l’édition]